# 미주 (술)

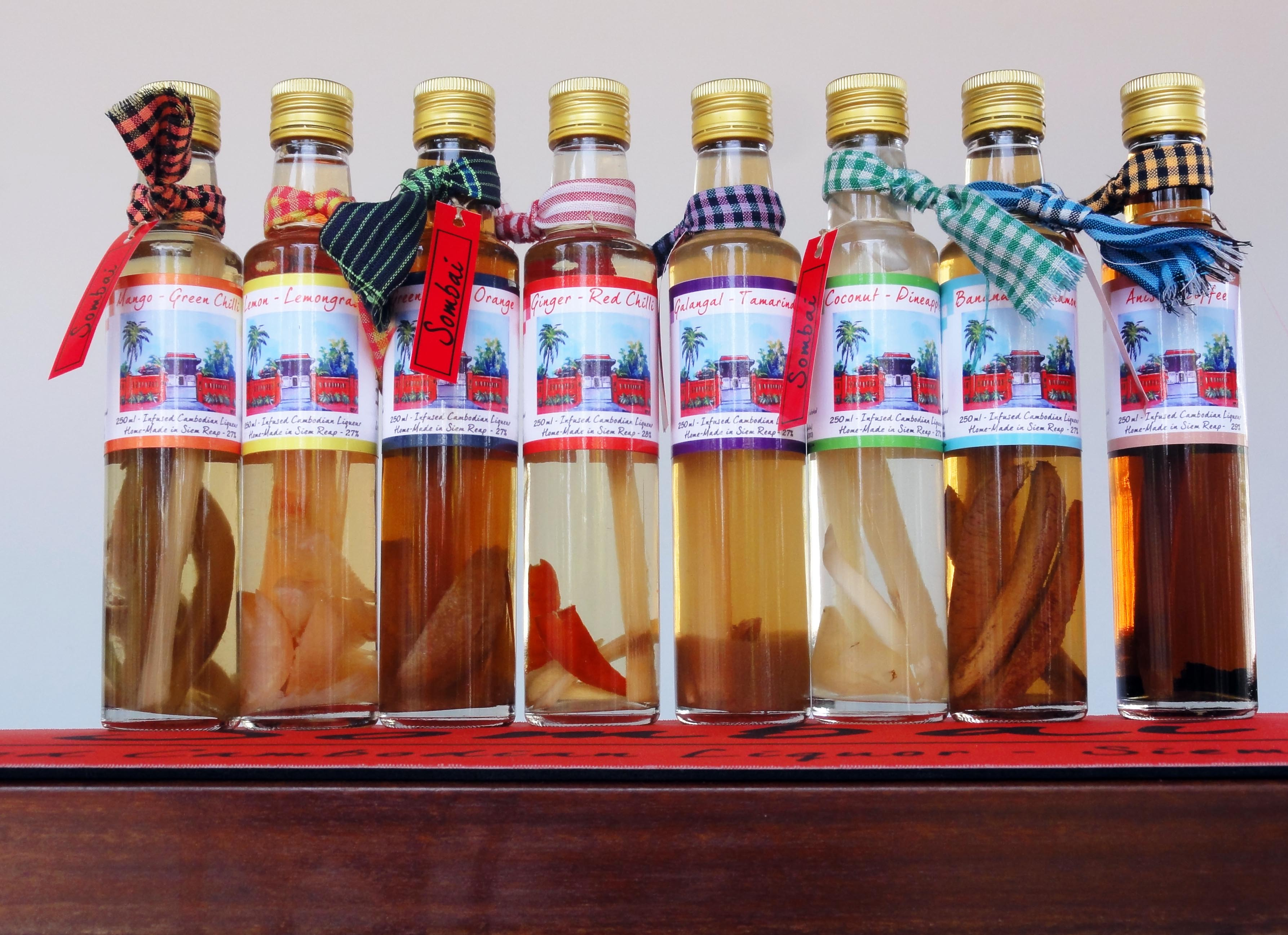
솜바이 캄보디아산 막걸리 한 병

미주(米酒)는 쌀로 만든 양조주이다. 쌀의 녹말을 분해(당화)하여 당분을 얻고, 이 당분을 발효하여 알코올을 얻는다. 녹말의 당화에는 주로 누룩곰팡이가 사용된다. 맥주의 제법과 유사한 점이 많으나 맥주는 녹말의 당화에 누룩곰팡이가 아닌 몰트를 이용한다는 점이 다르다. 전통적으로 동아시아, 동남아시아, 남아시아에서 주로 생산되고 소비되었다. 미주는 일반적으로 18~25%의 알코올을 포함하고 있다. 타이완에서 미주(米酒)는 증류주를 가리킨다.

## 같이 보기
- 감주
- 막걸리
- 사케
- 청주
- 소주